# Hagadá das Cabeças de Pássaros

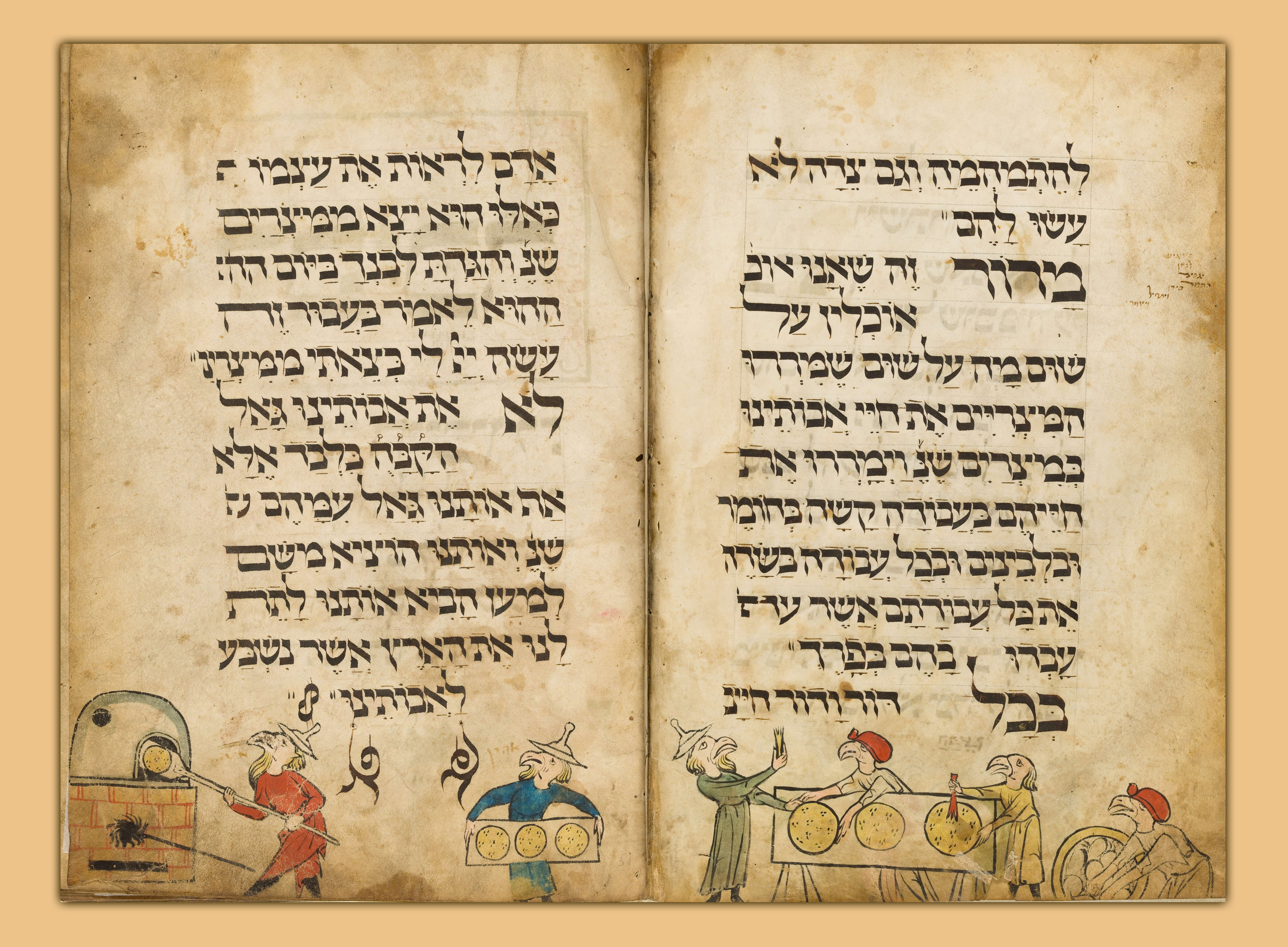
Páginas do manuscrito mostrando o texto do Hagadá com ilustrações de judeus com cabeças de pássaros cozinhando matzá para a Páscoa judaica.

O Hagadá das Cabeças de Pássaros (c. 1300) é o mais antigo hagadá iluminado da Páscoa asquenazita. O manuscrito, produzido na região do Alto Reno ao sul da Alemanha no início do século 14, contém o texto hebraico completo do hagadá (um texto de rituais que conta a história da Páscoa judaica: a libertação dos israelitas da escravidão no Antigo Egito), que é recitado pelos participantes por ocasião de um Sêder de Páscoa. O texto é executado em letra de imprensa e acompanhado de ilustrações coloridas de judeus realizando as práticas do Sêder e reencenando eventos históricos judaicos. O Hagadá das Cabeças de Pássaros é assim chamado porque todos os homens, mulheres e crianças judeus retratados no manuscrito têm corpos humanos com rostos e bicos de pássaros. Rostos não-judeus e não-humanos (como os dos anjos, do sol e da lua) estão em branco ou borrados. Inúmeras teorias foram apresentadas para explicar a iconografia incomum, geralmente ligadas ao aniconismo judeu. O hagadá está em posse do Museu de Israel em Jerusalém, onde está em exposição permanente.

## Descrição
Um hagadá é um texto judaico de rituais que contém orações, hinos, declarações midraséticas e comentários sobre a história da Páscoa judaica, a libertação dos israelitas da escravidão no Antigo Egito. Este texto é recitado pelos participantes por ocasião de um Sêder de Páscoa. Iluminuras do Hagadá começaram a aparecer no século XIII, e hagadás impressos começaram a ser publicados no século XV.
O Hagadá das Cabeças de Pássaros é uma iluminura datada do início do século XIV. O estilo e a cor das figuras refletem aqueles de outras iluminuras da região do Alto Reno, no sul da Alemanha naquela época, talvez das vizinhanças de Wurtzburgo, e os panos de fundo arquitetônicos são suficientemente detalhados para que se possa datar e localizar o manuscrito. Acredita-se que o Hagadá das Cabeças de Pássaros seja o primeiro hagadá ilustrado produzido já em sua própria encadernação, diferentemente do Sidur, o livro de orações judaico.
O manuscrito tem 27 cm de comprimento e 18,2 cm de largura. Acredita-se que, originalmente, continha cerca de 50 páginas, reunidas em cinco encadernações de oito páginas cada e uma encadernação de dez páginas. Em sua condição atual, ele contém 47 páginas.

### Texto
O texto foi copiado por um escriba chamado Menahem; no texto do Hagadá, as letras de seu nome hebraico, מנחם, são graficamente enfatizadas na palavra hebraica מֻנָּחִים (Munahim), escrita de maneira similar, revelando sua assinatura.
Também credita-se ao escriba Menahem a cópia do Machzor de Leipzig (livro de orações do Yamim Noraim) por volta da mesma época; ele codificou seu nome naquela iluminura em um "painel decorado de texto".
Cada página do Hagadá das Cabeças de Pássaros contém 12 linhas de texto, copiadas em letra de imprensa. A caligrafia e as ilustrações foram executadas em tinta marrom escura e têmpera em pergaminho.
O manuscrito existente mostra um texto menor, densamente apinhado, escrito nas margens de algumas páginas, detalhando instruções de como conduzir o Sêder e cumprir as leis judaicas (Halacá) relativas à Páscoa judaica. "Legendas" também foram acrescentadas a certas ilustrações. De acordo com o acadêmico Marc Michael Epstein, estas glosas e legendas foram adicionadas por proprietários desconhecidos do Hagadá ao longo dos séculos.

### Ilustrações

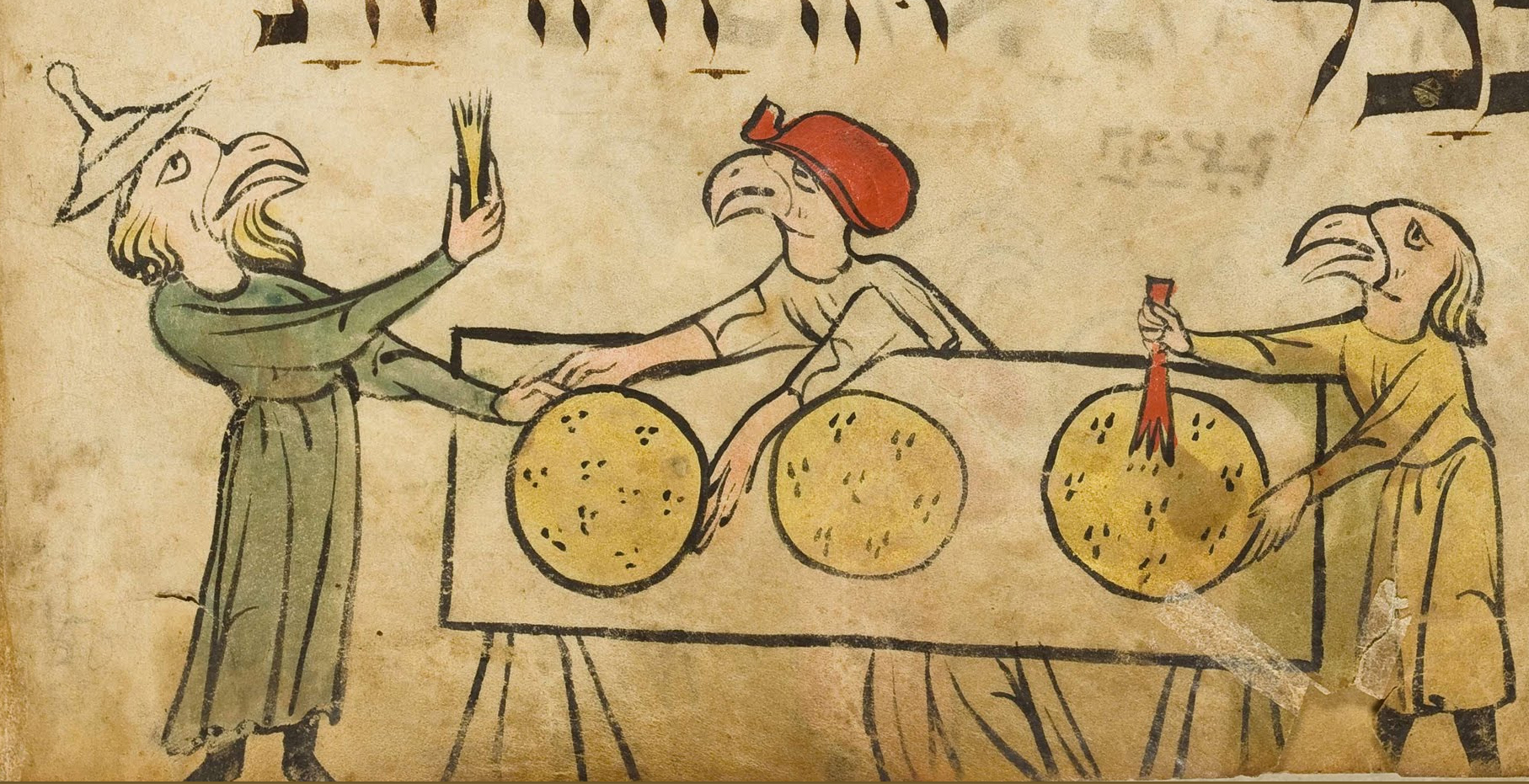
Da esquerda para direita: um homem, uma mulher e uma criança judeus moldam e furam matzás feitos à mão em preparação para assá-los.

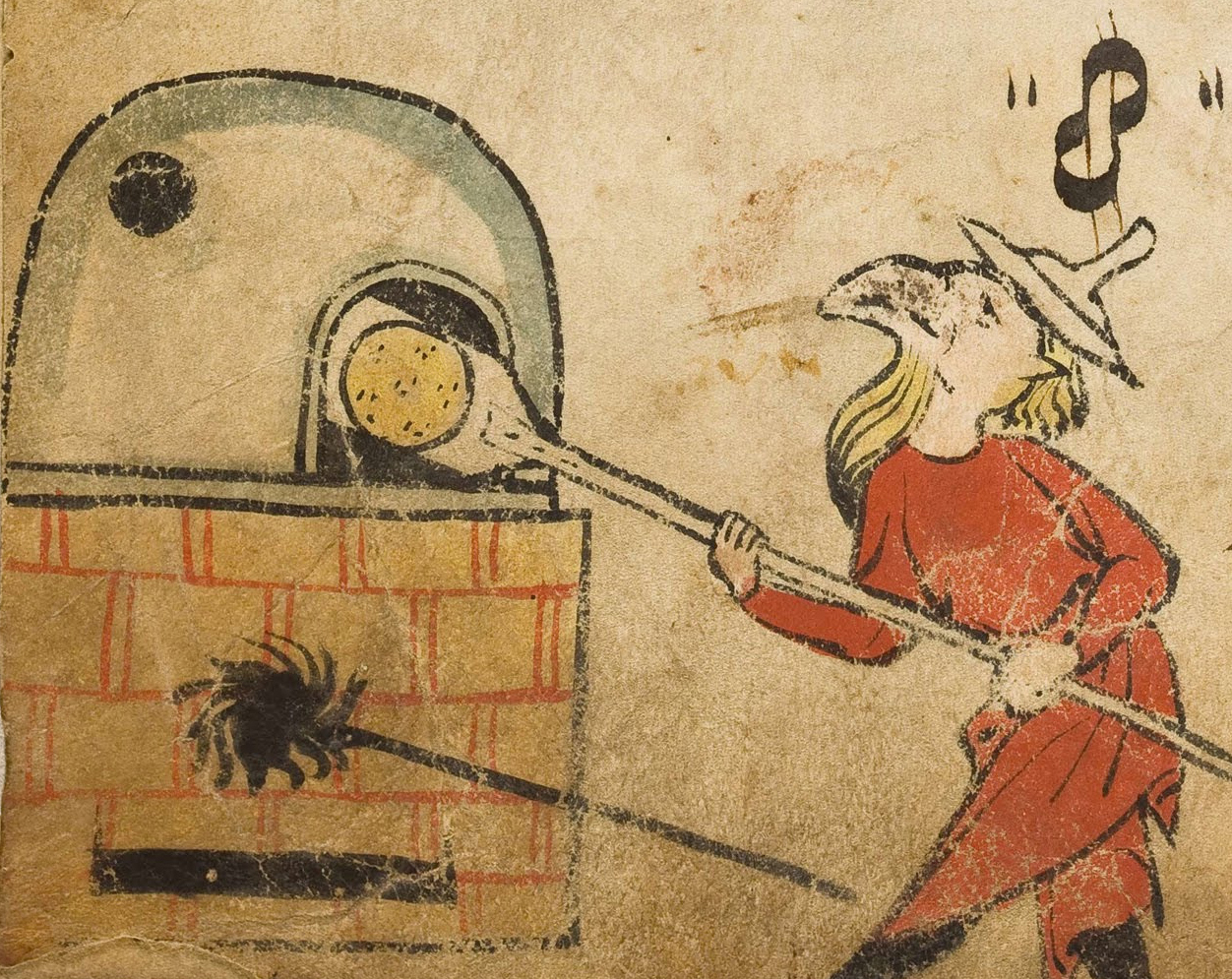
Detalhe de um homem judeu com cabeça de pássaro colocando um matzá num forno.

O manuscrito contém duas miniaturas de página inteira. A primeira, colocada no início, retrata um marido e uma mulher sentados à mesa do Sêder. A segunda, que aparece no final do Hagadá, retrata a visão de uma Jerusalém reconstruída na era messiânica.
Além das miniaturas de página inteira, 33 páginas no manuscrito têm ilustrações nas margens. Estas ilustrações, que seguem rigorosamente o texto, retratam homens e mulheres judeus realizando práticas da Páscoa judaica e do Sêder, e também reencenando eventos da história judaica. As reencenações temáticas da Páscoa e do Sêder incluem o ato de assar o cordeiro da Páscoa; o cozimento de matzás; a moagem de ervas amargas; o ato de comer as ervas amargas com charosset; o ato de reclinar-se a sua esquerda no Sêder; o ato de quebrar o matzá do meio, e assim por diante. Representações históricas incluem o sacrifício de Isaac; o povo judeu deixando apressadamente o Egito com seus matzás, que não tiveram tempo de subir; o faraó e seu exército perseguindo a nação judaica até o Mar Vermelho; Moisés recebendo, do céu, as duas Tábuas da Lei e entregando o Torá ao povo judeu; e os judeus recebendo maná do céu durante suas andanças pelo deserto.
Os personagens judaicos vestem roupas judaico-alemãs da Idade Média, e o "chapéu judeu" pontudo exigido pela Igreja no início do século XIII é visto em líderes e professores judeus, incluindo Moisés. No entanto, enquanto todos os personagens judeus têm corpos humanos – e alguns também têm barbas e cabelos humanos – e usam capacetes ou snoods femininos, seus rostos são de "aves com bicos e olhos afiados". Um grande bico ocupa o lugar onde o nariz e a boca estariam. Epstein observa que as cabeças dos pássaros não são uniformes, mas individualizadas de acordo com a "idade, sexo e status" do personagem. Alguns personagens também têm orelhas de porco.
Por outro lado, os rostos de personagens não-judeus (como o faraó e os antigos egípcios) e os de personagens não humanos (como os anjos, o sol e a lua) estão em branco ou borrados. Um artista desconhecido posteriormente acrescentou traços faciais aos soldados egípcios, mas esses acréscimos ou desapareceram ou foram apagados.

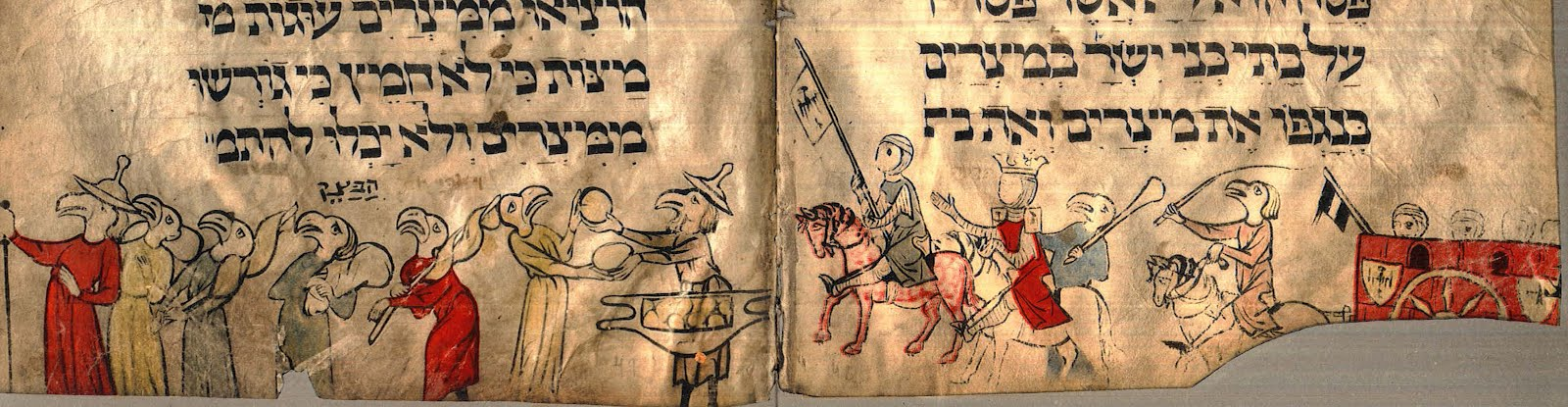
Detalhe do Êxodo do Egito: judeus com cabeça de pássaro assam matzás para a viagem e deixam o Egito com suas posses (página da esquerda); um faraó sem rosto e soldados egípcios perseguem a nação judaica (página da direita).

## Interpretações
No modesto campo da cultura visual judaica, [o manuscrito] é, à sua maneira, tão misterioso quanto as Pirâmides de Gizé, os monolitos da Ilha de Páscoa ou o sorriso da Mona Lisa.

Professor Marc Michael Epstein sobre o Hagadá das Cabeças de Pássaros.
Inúmeras teorias foram apresentadas para explicar a escolha de traços faciais nas ilustrações do Hagadá. Uma teoria prevalente para o uso de pássaros, em vez de rostos humanos, é a tentativa do ilustrador de contornar a proibição do Segundo Mandamento contra a criação de uma imagem de escultura, na tradição do aniconismo judeu. Seguindo esta proibição, outras iluminuras asquenazitas hebraicas dos séculos XIII e XIV retratam os seres humanos com cabeças de animais. Em especial, o Machzor de Leipzig, copiado pelo mesmo escriba que copiou o Hagadá das Cabeças de Pássaros, apresenta rostos de aparência humana com narizes que se assemelham a bicos curvos.
Epstein teoriza que a escolha das cabeças de pássaros para as figuras judaicas sugere as características espirituais e nacionais do povo judeu. Ele argumenta que, na verdade, os semblantes com bicos no manuscrito não são cabeças de pássaros, mas sim cabeças de grifos. O grifo lendário – cujo corpo se assemelha tanto a um leão quanto a uma águia – reflete o uso predominante de "híbridos de leões, águias e humanos" na iconografia judaica. Além disso, o híbrido de leão, águia e humano incorpora três dos quatro animais representados na visão bíblica da carruagem divina (Merkabah) de Ezequiel (Ezequiel 1:1), sugerindo uma ligação entre o povo judeu e Deus. O leão também pode aludir ao símbolo da tribo de Judá — o leão de Judá — enquanto a águia evoca o símbolo do imperador alemão, sugerindo a identificação dos judeus tanto como súditos do reino quanto como judeus. Epstein teoriza, ainda, que os rostos em branco atribuídos a figuras não-judias e não-humanas comunica aos leitores judeus do Hagadá que estas entidades não têm nenhum poder intrínseco, mas estão sujeitos à vontade de Deus.
O historiador de arte Meyer Schapiro, que escreveu uma introdução à primeira edição fac-símile da Hagadá publicada por M. Spitzer em 1965, sustenta que as cabeças de pássaros são de águia, observando uma cabeça muito similar em "uma águia inconfundível" no manuscrito cristão Codex Manesse da mesma época. A Águia Imperial era o símbolo heráldico do Sacro Imperador Romano, sob cuja proteção viviam os judeus na Alemanha, o que a representação como águias pode simbolizar. Além disso, várias passagens bíblicas podem ser entendidas como identificando os judeus com águias, incluindo Êxodo 19:4 (especialmente relevante para a Páscoa judaica) e Deuteronômio 32:11–12.
Carol Zemel postula que as cabeças de pássaros afixadas aos homens e mulheres judeus que estão realizando seus preparativos para a Páscoa são uma alusão irônica aos deuses com cabeças de animais adorados pelos antigos egípcios. Essa conexão eleva a importância espiritual do trabalho dos judeus.
Ruth Malinkoff, em seu livro Antisemitic Hate Signs in Hebrew: Illuminated Manuscripts (1999), afirma que o fato de orelhas de porcos serem colocadas em alguns personagens judeus indica ao leitor que se tratam de caricaturas de caráter antissemita instigadas por artistas cristãos. Os artistas judeus, mais familiarizados com o texto hebraico, fizeram o projeto e a cópia, e o manuscrito também foi encomendado por judeus, mas o antissemitismo cristão influenciou fortemente as ilustrações. Isso se expressou no estereótipo dos "longos narizes" e "olhos grandes", nas orelhas de porco e no chapéu cônico usado por muitas figuras judaicas. O fato de as próprias cabeças de pássaros serem cabeças de aves de rapina – que são ritualmente impuras de acordo com a lei judaica –  também aponta, de acordo com Malinkoff, para os tons antissemitas do manuscrito.
No entanto, Meyer Schapiro acredita que os artistas eram judeus, treinados no idioma gótico contemporâneo e confiantes em seu estilo, embora "não na vanguarda" dos artistas contemporâneos; o manuscrito, "agora tão excepcional, foi, em sua época, uma obra da arte cotidiana local". Epstein também desafia a afirmação de Malinkoff de que um manuscrito anti-semítico seria aceito por seus patronos judeus. Ele observa:

Em vez disso, faz mais sentido supor que as cabeças dos grifos fossem uma escolha específica dos mecenas. Longe de serem caricaturas antijudaicas, as figuras com cabeça de grifo no Hagadá das Cabeças de Pássaros são retratos dignos de judeus, cheios de caráter e personalidade. Todos estão trabalhando normalmente ou são retratados com grandeza e monumentalidade, apesar da singularidade de suas cabeças.

## Proveniência

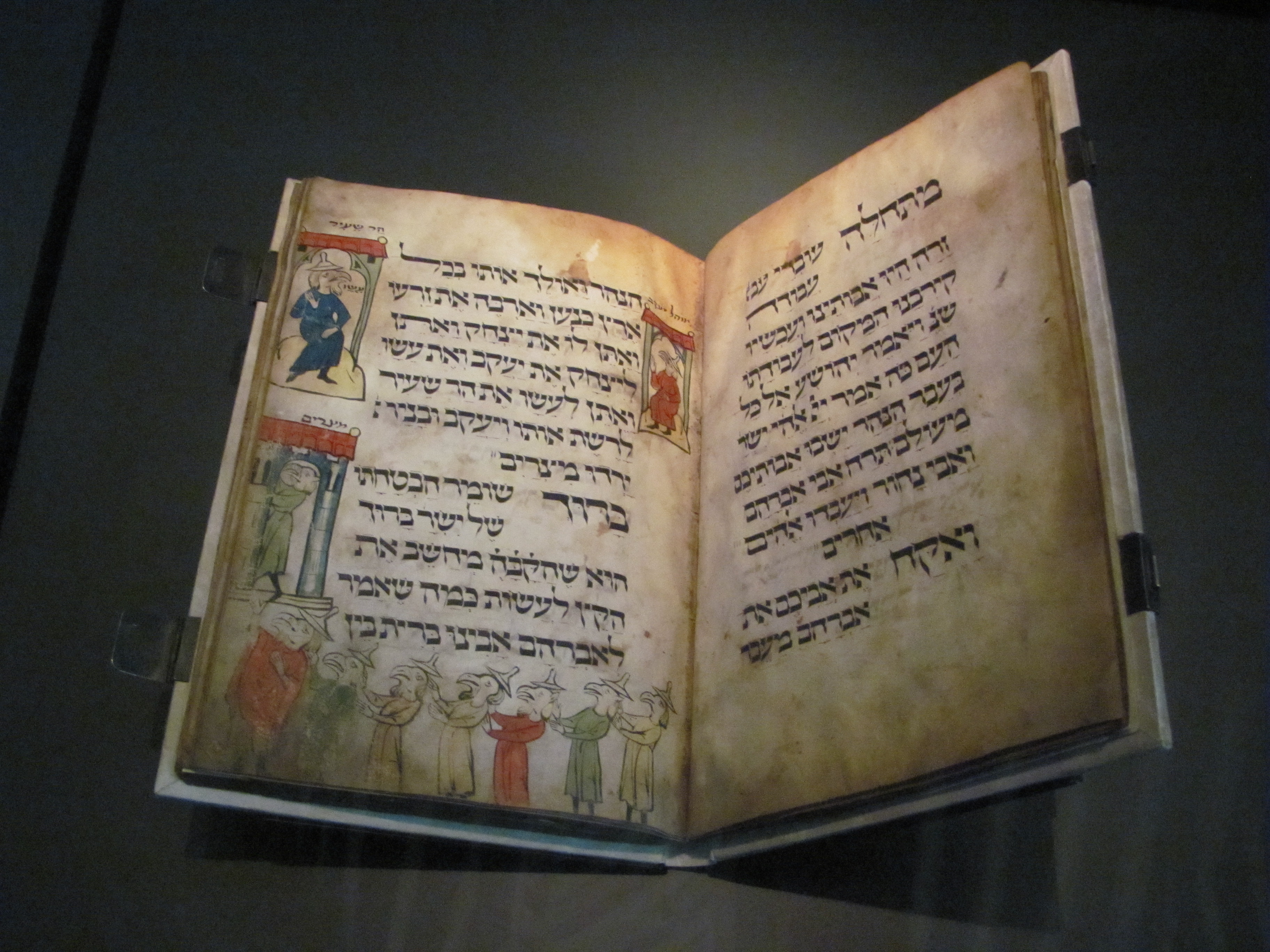
O Hagadá das Cabeças de Pássaros em exibição no Museu de Israel, 2013.

Não se sabe quem foi o benfeitor original do Hagadá. No século XX, o manuscrito era de propriedade da família de Johanna Benedikt, que o deu como presente de casamento a seu novo marido, o advogado e parlamentar judeo-alemão Ludwig Marum. Marum supostamente armazenou o manuscrito em seu escritório de advocacia. Após sua prisão e deportação pelos nazistas em 1933, o manuscrito desapareceu. Ele ressurgiu em 1946, em Jerusalém, quando Herbert Kahn, um refugiado judeo-alemão, o vendeu ao Museu Nacional de Bezalel, o antecessor do Museu de Israel, por 600 dólares. O museu mantém o manuscrito em exposição permanente.
Shimon Jeselsohn, um colega advogado de Marum na Alemanha que imigrou para Israel depois da guerra, leu sobre a aquisição do manuscrito pelo museu e relacionou-a com a obra que havia visto em posse de Marum. Jeselsohn escreveu para a filha de Marum, Elisabeth, que morava em Nova Iorque, para lhe contar sobre o paradeiro do Hagadá. Em 1984, Elisabeth viajou para Israel e viu o manuscrito no museu; depois, escreveu uma carta ao museu dizendo que Kahn "não tinha o direito de vender" o Hagadá de sua família, mas que a família permitiria ao museu mantê-lo em exposição "para o benefício do público". De acordo com sua filha, Elisabeth achou que não havia como recuperar o manuscrito, então não chegou a tentar.

### Disputa pela propriedade

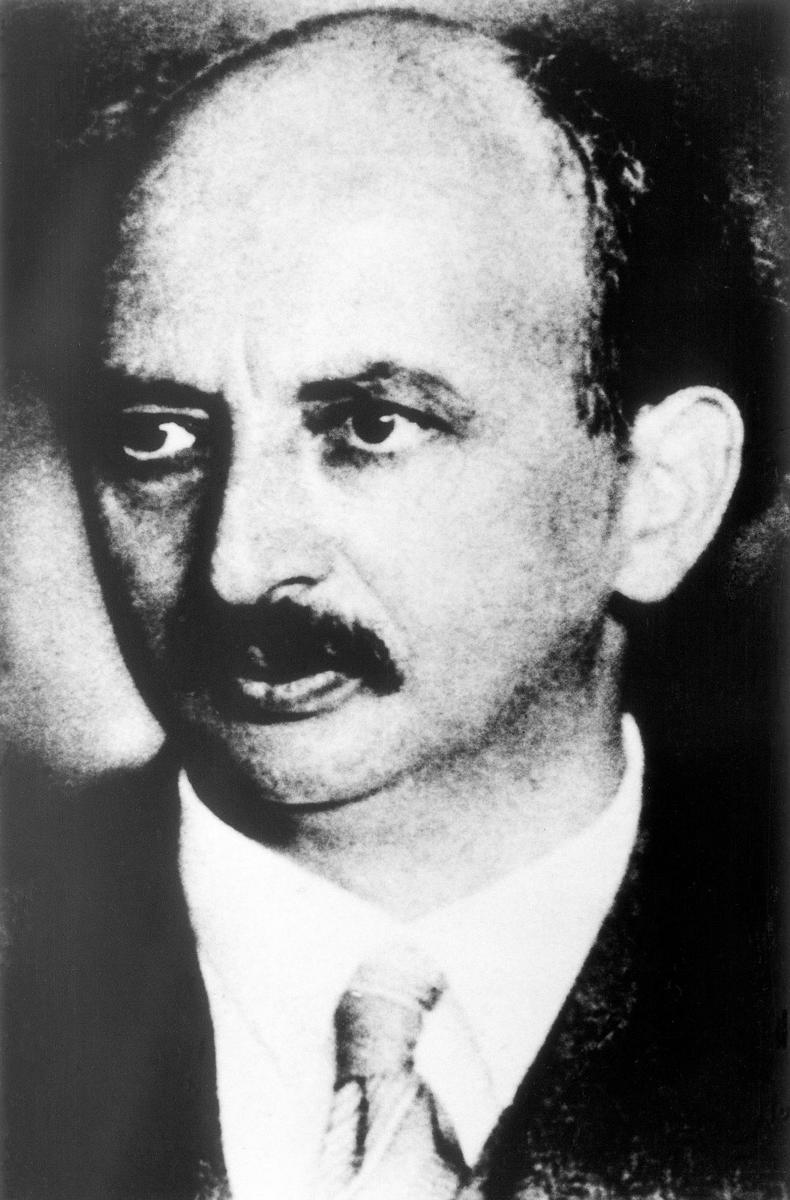
Ludwig Marum.

Em 2016, os netos de Marum – conduzidos por Eli Barzilai, também neto de Marum, então com 75 anos – começaram a exigir uma indenização, alegando que o Hagadá havia sido vendido sem a permissão da família. Barzilai contratou os serviços de E. Randol Schoenberg, um advogado dos EUA especializado na recuperação de obras de arte roubadas pelos nazistas. De acordo com o sítio Artnet, o pedido de indenização "ficou abaixo" de 10 milhões de dólares. Além do reembolso financeiro, a família solicitou que o manuscrito fosse renomeado para "Hagadá de Marum".
O Museu de Israel reconheceu o pedido de propriedade da família remotando para antes da Segunda Guerra Mundial, e solicitou documentação de propriedade entre 1933 e 1946, ano em que Kahn vendeu o manuscrito ao museu.  No final de 2016, a família Marum obteve mais de 1 000 documentos de historiadores alemães em Karlsruhe que retratam Kahn como um professor mau remunerado em constante necessidade de dinheiro. A família afirmou que Kahn, de alguma forma, obteve o Hagadá sem sua permissão, mas não acha que ele o tenha roubado.

## Outras edições
Em 1965/1967, uma edição fac-símile em cores de dois volumes do Hagadá das Cabeças de Pássaros foi publicada em Israel por M. Spitzer, atraindo atenção internacional para o manuscrito.
Em 1997, a editora Koren Publishers, em conjunto com o Museu de Israel, publicou The Haggada of Passover: With Pop-Up Spreads, incorporando ilustrações do próprio Hagadá. Projetado para crianças, o livro foi impresso em cartolina pesada e incorporou pop-ups e abas puxáveis para os usuários manipularem as ilustrações dos personagens que reencenam práticas históricas e do Seder. As ilustrações incluem a reconstituição das Dez Pragas, o cozimento de matzá, a travessia do Mar Vermelho e o consumo das Quatro Taças no Sêder da Páscoa. O texto em hebraico do Hagadá é complementado pela tradução em inglês da Koren. O livro foi reimpresso em 2008 e novamente em 2012.